# Lopatnica
Lopatnica (Servisch cyrillisch Лопатница) is een plaats in de Servische gemeente Kraljevo. De plaats telt 303 inwoners (2002).